# Harry Forssell
Harry Forssell (São Paulo, outubro de 1907 — Itanhaém, 15 de setembro de 2006) foi um político e nadador brasileiro, participante de uma edição dos Jogos Olímpicos pelo Brasil.
Em 1927 mudou-se com a família pra Itanhaém, no litoral sul paulista, onde a família pretendia investir no cultivo e comercialização de banana, pois a terra e clima da região eram extremamente favoráveis a essa cultura. A mãe de Harry, Luíza Forssell, fundou em 1930 a primeira fábrica de produtos a base de banana do município.

## Trajetória esportiva
Harry Forssell viveu na capital paulista até por volta dos 20 anos, elá foi sócio da Associação Atlética São Paulo, praticando natação e polo aquático.
Ganhou várias vezes a Travessia de São Paulo a Nado, disputada nas águas do rio Tietê, além de ter sido recordista paulista, brasileiro e sul-americano nos 100 metros e 200 metros peito.
Campeão estadual e um dos principais nadadores do país na Década de 1930 no estilo nado peito, Harry Forssell conseguiu com seus bons resultados a convocação para integrar a delegação brasileira que participou dos Jogos Olímpicos de Verão de 1932 em Los Angeles, nos Estados Unidos, e participou da prova dos 200 metros nado peito.
Durante a fase eliminatória da competição, Harry Forssell enfrentou Johnny Weissmuller, recordista mundial, cinco vezes campeão olímpico e que, mais tarde, no cinema, foi o mais célebre intérprete de Tarzan. Mesmo não tendo conseguido medalha, conserva até hoje a marca de ter sido o primeiro itanhaense a ter participado da maior competição esportiva do mundo.

## Trajetória política
Após seus feitos como esportista, Harry Forssell concorreu à prefeitura de Itanhaém em 1947, tendo sido o primeiro prefeito eleito pelo voto direto da população na história da cidade. 
Tomou posse em 1948, quando todo o patrimônio da prefeitura se resumia ao prédio da cadeia que também funcionava como Câmara de Vereadores, além de uma carroça e um burro. Possuía entre quatro ou cinco funcionários apenas. Apesar da estrutura precária, realizou em seu mandato a construção da Escola Benedito Calixto, em substituição à antiga escola primária, ainda em uso, apesar de estar em ruínas. Ela foi inaugurada em dezembro de [1951. 
Quando prefeito Harry Forssell possibilitou a chegada do primeiro telefone público do município, localizando-o na esquina atrás da igreja matriz. Inaugurou-o em 1949, com uma ligação para o governador do estado. Durante seu governo junto com o vice-prefeito Fidelis Gasbarro, Itariri emancipou-se. Seu primeiro mandato foi de 1948 até 1951.
Concorreu então a vereador, sendo eleito e cumprindo mandato de 1952 a 1955.
Concorreu novamente à prefeitura em 1959, sendo eleito pela segunda vez e cumprindo mandato entre 1960 e 1963. Em 1962, o Morro do Sapucaitava, ponto turístico municipal, com a participação da prefeitura, foi tombado pelo CONDEPHAAT.
Seu filho João Carlos Forssell Neto também se elegeu prefeito de Itanhaém, em 2004.
Harry Forssell faleceu de causa naturais, no Hospital Regional de Itanhaém, aos 98 anos de idade. Em sua homenagem, o Complexo Educacional e Esportivo Municipal, foi batizado com seu nome.